# Wangjing SOHO

Le Wangjing SOHO (望京SOHO) est un ensemble de trois gratte-ciel curvilignes situé à Wangjing dans la banlieue de Pékin en Chine. L'architecte en est Zaha Hadid. Le complexe, qui s'étend sur 525,265 m², est principalement occupé par des bureaux. Il a reçu la médaille d'or de l'Emporis Skyscraper Award 2014.